# Kostel svatého Petra a Pavla (Deštná)
Kostel svatého Petra a Pavla je římskokatolický chrám v obci Deštná v okrese Blansko. Je chráněn jako kulturní památka České republiky. Je farním kostelem farnosti Deštná u Velkých Opatovic

## Historie
První zmínky o obci pocházejí z konce 12. a počátku 13. století. Podle starých záznamů byla v Deštné již před třicetiletou válkou fara a kostel. Kostel měl stát dle tradice na místě dnešního hřbitova, fara na místě jiném. Stáří kostela dosvědčuje věžový zvon s datem 1508. Současný kostel byl zbudován v letech 1781 až 1782. Tento kostel sv. Petra a Pavla byl v roce 2000 prohlášen za kulturní památku. 

## Popis
Jde o podélnou jednolodní stavbu s odsazeným kněžištěm, k němuž přiléhá čtyřboká sakristie. Hlavní vstup do kostela podvěžím zaklenutým plackou. Rovněž kněžiště a sakristie jsou zaklenuty plackou. zařízení kostela je jednotné z doby výstavby, doplněné artefakty ze zrušeného kláštera v Jevíčku. Ve věži je zavěšen zvon s letopočtem 1508